# Échenoz-la-Méline
Échenoz-la-Méline is een gemeente in het Franse departement Haute-Saône (regio Bourgogne-Franche-Comté). De gemeente telde 3.187 inwoners op 1 januari 2022. De plaats maakt deel uit van het arrondissement Vesoul.

## Geschiedenis
De plaats werd voor het eerst genoemd in 1174, maar ook eerder was er al bewoning. Er werden Romeinse munten en een Merovingische necropool met een honderdtal graven gevonden in de gemeente. Échenoz-la-Méline was een landbouwgemeente met wijngaarden en watermolens langs de gekanaliseerde loop van de Méline.
De Grot van Solborde is sinds 1663 een bedevaartsoord. Hier zou een beeld van Maria zijn gevonden.
De Sint-Martinuskerk werd gebouwd in 1774.
In de 19e eeuw begonnen opgravingen in de grot van La Baume. Hier werden voorwerpen uit de bronstijd gevonden en ook dierenbotten. Nieuwe opgravingen vinden plaats tussen 1969 en 1974 onder Jacques-Pierre Millotte.
De gemeente is verstedelijkt door de nabijheid van het aangrenzende Vesoul.

## Geografie
De oppervlakte van Échenoz-la-Méline bedroeg op 1 januari 2022 8,09 vierkante kilometer; de bevolkingsdichtheid was toen 393,9 inwoners per km². De plaats ligt in het dal van de Méline, die ontspringt in het zuiden van de gemeente.
De onderstaande kaart toont de ligging van Échenoz-la-Méline met de belangrijkste infrastructuur en aangrenzende gemeenten.

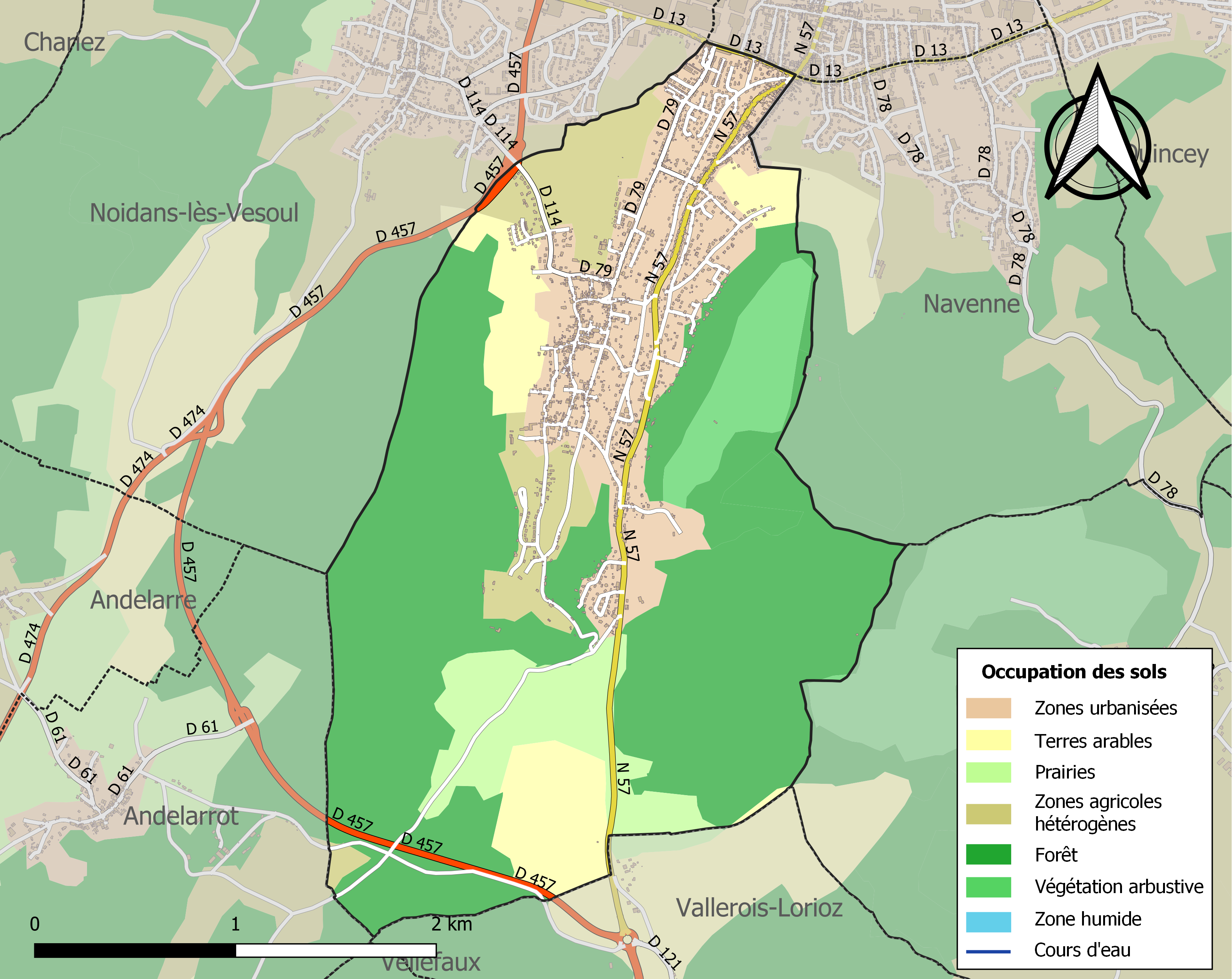

## Demografie
Onderstaande figuur toont het verloop van het inwonertal (bron: INSEE-tellingen).